# Alleniella brownii
Alleniella brownii là một loài rêu trong họ Neckeraceae. Loài này được (Dixon) S. Olsson, Enroth & D. Quandt mô tả khoa học đầu tiên năm 2011.